# Astoxena clotho
Astoxena clotho är en fjärilsart som beskrevs av Edward Meyrick 1930. Astoxena clotho ingår i släktet Astoxena och familjen plattmalar. Inga underarter finns listade i Catalogue of Life.